# Nowy izraelski szekel

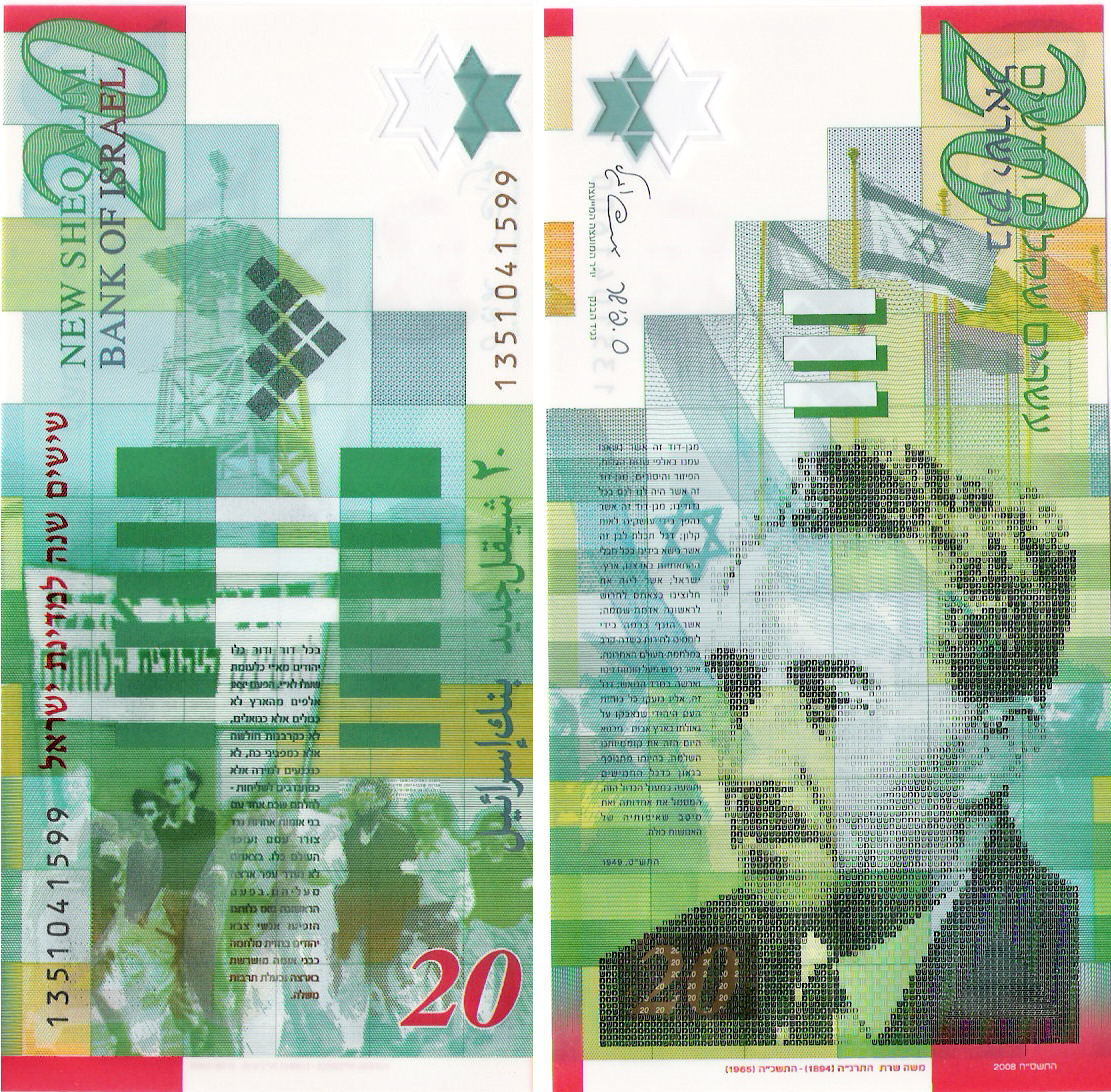
Banknot polimerowy. Gwiazda Dawida stanowi transparentne „okienko”.

Nowy izraelski szekel (hebr. ‏שקל חדש‎, szekel chadaszⓘ, lm. שקלים חדשים, szkalim chadaszim; arab. ‏شيقل جديد‎, szikel dżadid) – oficjalna jednostka walutowa Izraela od 1985 roku. Używana także jako legalny środek płatniczy w Autonomii Palestyńskiej.
Jeden nowy szekel dzieli się na 100 agor. W języku hebrajskim określa się go mianem „nowego szekla” (hebr. שקל חדש, szekel chadasz) lub w skrócie ש"ח (szach). W Izraelu symbolem waluty jest ₪ oraz skrótowiec NIS (od angielskiej nazwy New Israeli Sheqel). Według standardu ISO 4217 waluta ta posiada kod ILS. Emitentem waluty w Izraelu jest Bank Izraela.

## Historia
Szekel jest jednostką znaną z Biblii. Wspomina została w momencie, kiedy Abraham chciał nabyć grotę oraz kawałek pola w Hebronie od Hetytów .

Efron dał na to Abrahamowi taką odpowiedź: «Panie mój, posłuchaj mnie: ziemia warta czterysta syklów srebra – suma niewielka dla mnie i dla ciebie – pochowaj swoją zmarłą!»

Szekel w czasach biblijnych był nazwą jednostki masy, którą wykorzystano do nazwania jednostki monetarnej. Współczesna nazwa waluty izraelskiej odwołuje się właśnie do tej z czasów biblijnych.
Nowy szekel został wprowadzony do obiegu 1 kwietnia 1985 i zastąpił starego szekla (1 NIS = 1000 starych szekli), który wcześniej wyparł w 1980 lirę izraelską (1 stary szekel = 10 lir izraelskich), nazywaną też szterlingiem izraelskim (nazwa pochodząca z czasów Mandatu Palestyny). Denominacja starych szekli w stosunku 1000:1 miała ułatwić księgowość i usprawnić płatności przy zmianie waluty na nową. Pierwsze banknoty w 1985 roku miały nominały 50 i 100 nowych szekli. Rok później pojawił się banknot o nominale 20 nowych szekli. Nowe szekle kontynuowały tradycje promowania i utrwalania historii żydowskiej. Kolorystyka również miała odpowiadać tej, która obowiązywała banknoty starych szekli. Oficjalnie nowy izraelski szekel zastąpił stare szekle 1 stycznia 1986 roku.
Od kwietnia 2008 roku poza zwykłymi banknotami papierowymi, Bank Izraela emituje także banknoty polimerowe. Jedyne zmiany, jakie w nich zaszły, to wprowadzenia tzw. transparentnego okienka pod postacią gwiazdy Dawida.

## Banknoty i monety

### Banknoty (seria A)
| Nominał banknotu | Grafika | Data emisji      | Wymiary     | Portret            | Opis |
| ---------------- | ------- | ---------------- | ----------- | ------------------ | --- |
| 1 ₪              |         | 8 maja 1986      | 138 X 76 mm | Majmonides         | Na awersie przedstawiono portret Majmonidesa na tle fragmentu jego dzieła Miszne Tora. Rewers przedstawia Tyberiadę, miejsce pochówku Majmonidesa |
| 5 ₪              |         | 4 września 1986  | 138 X 76 mm | Lewi Eszkol        | Awers przedstawia Lewiego Eszkola na tle Jerozolimy. Rewers przedstawia rurę wodną symbolizującą działania Eszkola na rzecz użyźnienia i nawodnienia gleb w kraju. |
| 10 ₪             |         | 4 września 1985  | 138 X 76 mm | Golda Meir         | Awers przedstawia portret Goldy Meir obok drzewa, którego gałęzie tworzą sześcioramienną gwiazdę. Na rewersie Żydzi przed moskiewską synagogą z napisem po hebrajsku „Pozwól odejść mojemu ludowi”. |
| 20 ₪             |         | 2 kwietnia 1988  | 138 X 76 mm | Mosze Szaret       | Awers przedstawia Moszego Szareta, na prawo od niego tytuły jego książek (widoczne pod szkłem powiększającym), a po lewej upamiętnienie ceremonii wywieszenia izraelskiej flagi przy budynku ONZ. Rewers symbolizuje Gimnazjum Herclija, w którym uczył się Szaret. |
| 50 ₪             |         | 4 września 1985  | 138 X 76 mm | Szmuel Josef Agnon | Awers ukazuje portret Agnona na tle książek. Rewers przedstawia panoramę Jerozolimy, a pod nią sztetl z Europy Wschodniej. |
| 100 ₪            |         | 19 sierpnia 1986 | 138 X 76 mm | Jicchak Ben Cewi   | Awers ukazuje portret drugiego prezydenta Izraela Jicchaka Ben Cewiego, na prawo znajdują się tytuły jego książek (widoczne pod szkłem powiększającym), w tle grupa ludzi symbolizująca Żydów z różnych części świata, którzy tworzą nowe społeczeństwo izraelskie. Rewers przedstawia widok na Peki’in wraz ze synagogą, jaskinią, starożytnym kamiennym świecznikiem i drzewo karobowe. |
| 200 ₪            |         | 16 lutego 1992   | 138 X 76 mm | Zalman Szazar      | Awers przedstawia portret trzeciego prezydenta Izraela Zalmana Szazara obok menory zrobionej z łańcucha DNA, symbolu postępu w nauce. Rewers przedstawia uczącą się dziewczynkę. |

### Banknoty (serie B i C)
| Nominał banknotu | Grafika | Seria                  | Wymiary     | Portret             | Opis |
| ---------------- | ------- | ---------------------- | ----------- | ------------------- | --- |
| 20 ₪             |         | B (od 3 stycznia 1999) | 138 X 71 mm | Mosze Szaret        | Na awersie portret Moszego Szareta. W tle upamiętnienie ceremonii wciągnięcia flagi Izraela przed budynkiem ONZ. Na rewersie ochotnicy Brygady Żydowskiej, wieża obserwacyjna z Palestyny oraz przemówienie radiowe Szareta.                                                                                               |
| 20 ₪             |         | C (od 2014)            | 129 × 71 mm | Rachel Bluwstein    | Awers przedstawia portret Racheli Bluwstein na tle liści palmowych. Rewers przedstawia wybrzeże Jeziora Kineret oraz cytaty z wierszy poetki. |
| 50 ₪             |         | B (od 3 stycznia 1999) | 138 X 71 mm | Szmuel Josef Agnon  | Awers przedstawia Agnona na tle prywatnej biblioteczki, obok treść przemówienia po nagrodzeniu go Nagrodą Nobla w 1966 roku w dziedzinie literatury. Rewers ukazuje jego miejsce pracy oraz listę 16 książek jego autorstwa.                                                                                               |
| 50 ₪             |         | C (od 2014)            | 136 × 71 mm | Szaul Czernichowski | Awers przedstawia portret Szaula Czernichowskiego na tle drzewa cytrynowego. Rewers banknotu przedstawia kolumnę koryncką wraz z cytatem z wiersza poety. |
| 100 ₪            |         | B (od 3 stycznia 1999) | 138 X 71 mm | Jicchak Ben Cwi     | Awers przedstawia portret drugiego prezydenta Izraela Jicchaka Ben Cwiego na tle gabinetu prezydenta. Obok przemówienie wygłoszone przez niego na pierwszym zgromadzeniu Żydów jemeńskich w 1953 roku. Rewers ukazuje synagogę w Peki’in oraz widok na samą miejscowość. Obok przemówienie z inauguracji drugiej kadencji. |
| 100 ₪            |         | C (od 2014)            | 143 × 71 mm | Lea Goldberg        | Awers banknotu przedstawia portret Lei Goldberg na tle kwiatów migdałowca. Na rewersie znajdują się stado jeleni, będących inspiracją dla wiersza poetki, z którego cytat również znajduje się na rewersie. |
| 200 ₪            |         | B (od 3 stycznia 1999) | 138 X 71 mm | Zalman Szazar       | Awers ukazuje Szazara na tle uczniów w szkole oraz przemówienie Szazara w Knesecie po uchwaleniu Prawa o Obowiązkowej Edukacji w 1949 roku. Rewers przedstawia fragment uliczki w Safedzie oraz fragment eseju Szazara. |
| 200 ₪            |         | C (od 2014)            | 150 × 71 mm | Natan Alterman      | Awers przedstawia portret Natana Altermana na tle jesiennych liści. Rewers przedstawia roślinność w księżycowym świetle wraz z cytatem z wiersza poety. |
| 500 ₪            |         | Niewprowadzony         |             | Icchak Rabin        | Miał wejść do obiegu w 2002 roku, jednak uznano, że nie ma potrzeby, aby w Izraelu wprowadzić banknot o nominale 500 szekli |

### Monety
| Nominał monety | Wzory         | Grafika | Data            | Data            | Parametry                               | Parametry | Parametry                     | Opis |
| Nominał monety | Wzory         | Grafika | Wprowadzenia    | Wycofania       | Stop                                    | Waga      | Wymiary (średnica)            | Opis |
| -------------- | ------------- | ------- | --------------- | --------------- | --------------------------------------- | --------- | ----------------------------- | --- |
| 1 agora        |               |         | 1 września 1985 | 1 kwietnia 1991 | 92% miedzi, 6% aluminium, 2% niklu      | 2 g       | 17 mm                         | Awers przedstawia starożytną galerę, nazwę państwa w językach arabskim, angielskim i hebrajskim oraz herb Izraela. Rewers zawiera nominał monety, napis „Agora” po angielsku i hebrajsku oraz rok zapisany po hebrajsku. Motyw odwołuje się do monety bitej przez Heroda Archelaosa. |
| 5 agor         |               |         | 4 września 1985 | 1 stycznia 2008 | 92% miedzi, 6% aluminium, 2% niklu      | 3 g       | 19,5 mm                       | Awers przedstawia kopię monety z czwartego roku wojny żydowskiej, nazwę państwa w językach arabskim, angielskim i hebrajskim oraz herb Izraela. Rewers zawiera nominał monety, napis „Agora” po angielsku i hebrajsku oraz rok zapisany po hebrajsku. |
| 10 agor        |               |         | 4 września 1985 |                 | 92% miedzi, 6% aluminium, 2% niklu      | 4 g       | 22 mm                         | Awers przedstawia kopię monety bitej przez Antygona, króla Judei, z siedmioramiennym świecznikiem, nazwę państwa w językach arabskim, angielskim i hebrajskim oraz herb Izraela Rewers zawiera nominał monety, napis „Agora” po angielsku i hebrajsku oraz rok zapisany po hebrajsku. |
| ½ szekla       |               |         | 4 września 1985 |                 | 92% miedzi, 6% aluminium, 2% niklu      | 6,5 g     | 26 mm                         | Awers przedstawia lirę oraz herb Izraela. Rewers zawiera nominał monety, napis „nowy szekel” po hebrajsku i angielsku, rok zapisany po hebrajsku i nazwę państwa po hebrajsku, arabsku i angielsku. |
| 1 szekel       | - 1985 - 1994 |         | 4 września 1985 |                 | 75% miedzi, 25% niklu                   | 4 g       | 18 mm                         | Awers przedstawia kwiat lilii, napis „Jehud” w starożytnym hebrajskim i herb Izraela. Od 1994 roku obowiązuje moneta o nowym stopie. W celu jej odróżnienia od starej wersji dodano kropkę pod herbem. Rewers zawiera nominał monety, napis „nowy szekel” po hebrajsku i angielsku, rok zapisany po hebrajsku i nazwę państwa po hebrajsku, arabsku i angielsku. |
| 2 szekle       |               |         | 9 września 2007 |                 | Stal niklowana                          | 5,7 g     | 21,6 mm                       | Awers przedstawia dwa rogi obfitości wypełnione owocami, między nimi owoc granatu, nad nimi znajduje się herb Izraela, po jego lewej i prawe stronie, wokół monety znajdują się sznury pereł do połowy monety. Rewers zawiera nominał monety, napis „nowe szekle” po hebrajsku i angielsku, rok zapisany po hebrajsku i nazwę państwa po hebrajsku, arabsku i angielsku. Motyw monety odwołuje się do monety bitej przez Jana Hirkana I |
| 5 szekli       | - 1990 - 2009 |         | 2 stycznia 1990 |                 | 75% miedzi, 25% niklu                   | 8,2 g     | 24 mm                         | Awers przedstawia głowicę kolumny, nad nią herb Izraela, a wokół monety jest sznur pereł. Rewers zawiera nominał monety, napis „nowe szekle” po hebrajsku i angielsku, rok zapisany po hebrajsku i nazwę państwa po hebrajsku, arabsku i angielsku. Motyw monety odwołuje się do architektury okresu izraelickiego (epoka żelaza) w regionie. |
| 10 szekli      |               |         | 7 lutego 1995   |                 | Rdzeń: Brązal Pierścień: Stal niklowana | 7 g       | Rdzeń: 16 mm Pierścień: 23 mm | Awers przedstawia palmę daktylową z siedmioma liśćmi, a po obu stronach palmy kosze z daktylami, po lewej herb Izraela, po prawej napis „ku odkupieniu Syjonu” w starożytnym i współczesnym hebrajskim. Prawa strona rdzenia otoczona sznurem pereł, lewa strona pierścienia i część rdzenia z pionowymi liniami. Rewers zawiera nominał monety, napis „nowe szekle” po hebrajsku, arabsku i angielsku, rok zapisany po hebrajsku i nazwę państwa po hebrajsku, arabsku i angielsku, pionowe linie jak na awersie oraz daktyle. Motyw odwołuje się do monety z ok. 69 roku p.n.e. z okresu wojny żydowskiej, przed zniszczeniem Świątyni Jerozolimskiej. |

#### Okolicznościowe monety obiegowe
| Nominał monety | Grafika | Data emisji       | Opis |
| -------------- | ------- | ----------------- | --- |
| 1 agora        |         | 10 grudnia 1986   | Na rewersie dodano na górze monety chanukiję, po jej lewej stronie nazwę święta Chanuka po angielsku a po prawej po hebrajsku. Reszta pozostała bez zmian.             |
| 1 agora        |         | 7 czerwca 1988    | Na rewersie dodano na górze monety napis „40 lat Izraela”. Reszta pozostała bez zmian.                                                                                 |
| 5 agor         |         | 10 grudnia 1986   | Na rewersie dodano na górze monety chanukiję, po jej lewej stronie nazwę święta Chanuka po angielsku a po prawej po hebrajsku. Reszta pozostała bez zmian.             |
| 5 agor         |         | 7 czerwca 1988    | Na rewersie dodano na górze monety napis „40 lat Izraela”. Reszta pozostała bez zmian.                                                                                 |
| 10 agor        |         | 10 grudnia 1986   | Na rewersie dodano na górze monety chanukiję, po jej lewej stronie nazwę święta Chanuka po angielsku a po prawej po hebrajsku. Reszta pozostała bez zmian.             |
| 10 agor        |         | 7 czerwca 1988    | Na rewersie dodano na górze monety napis „40 lat Izraela”. Reszta pozostała bez zmian.                                                                                 |
| ½ szekla       |         | 7 czerwca 1986    | Na rewersie dodano na górze monety napis „40 lat Izraela”. Reszta pozostała bez zmian.                                                                                 |
| ½ szekla       |         | 27 lipca 1986     | Awers przedstawia portret Edmonda Rothschilda z jego imieniem i nazwiskiem po hebrajsku po prawej stronie monety, a po lewej herb Izraela. Reszta pozostała bez zmian. |
| ½ szekla       |         | 10 grudnia 1986   | Na rewersie dodano na dole monety chanukiję, po jej lewej stronie nazwę święta Chanuka po angielsku a po prawej po hebrajsku. Reszta pozostała bez zmian.              |
| 1 szekel       |         | 6 grudnia 1985    | Na rewersie dodano na dole monety chanukiję, po jej lewej stronie nazwę święta Chanuka po angielsku a po prawej po hebrajsku. Reszta pozostała bez zmian.              |
| 1 szekel       |         | 7 czerwca 1988    | Na rewersie dodano na górze monety napis „40 lat Izraela”. Reszta pozostała bez zmian.                                                                                 |
| 1 szekel       |         | 27 lipca 1988     | Awers przedstawia portret Majmonidesa, ze skrótowcem Rambam i herbem Izraela. Reszta pozostała bez zmian.                                                              |
| 5 szekli       |         | 12 września 1990  | Awers przedstawia byłego premiera Lewiego Eszkola z jego imieniem i nazwiskiem po hebrajsku wraz z herbem Izraela. Reszta pozostała bez zmian.                         |
| 5 szekli       |         | 2 grudnia 1990    | Na rewersie dodano na dole monety chanukiję, po jej lewej stronie nazwę święta Chanuka po angielsku a po prawej po hebrajsku. Reszta pozostała bez zmian.              |
| 5 szekli       |         | 17 listopada 1992 | Awers przedstawia pierwszego prezydenta Izraela Chaima Weizmana wraz z jego podpisem i herbem Izraela. Reszta pozostała bez zmian.                                     |
| 10 szekli      |         | 27 czerwca 1995   | Awers przedstawia byłą premier Izraela Goldę Meir, po prawej na pierścieniu znajduje się jej imię i nazwisko po hebrajsku. Po lewej stronie pierścienia herb Izraela.  |